# Davide Albertario

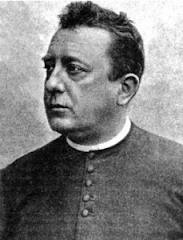
Davide Albertario

Davide Albertario (* 16. Februar 1846 in Filighera; † 21. September 1902 in Carenno) war ein charismatischer katholischer Priester, politischer Publizist und bedeutender Antisemit.

## Leben
Albertario lebte in der unruhigen Zeit der zweiten Hälfte des 19. Jahrhunderts, die die Erfüllung der Revolution mit der Schaffung des von der Freimaurerei inspiriert Risorgimento war. Sie war zugleich die Vereinigung Italiens, also der Anfang des Königreichs Italien während des Vatikanischen Konzils und des dadurch verursachten Sturzes Roms 1870 mit dem Verlust der weltlichen Macht der Päpste. Albertario lebte unter dem langen Pontifikat von Pius IX. und Leo XIII., in denen sich die schwierige Situation der Gegensätze zwischen der unnachgiebigen katholischen Kirche und dem Einheitsstaat allmählich festigte.
Albertario entstammt einer lombardischen Mittelklassefamilie und wurde als fünftes von vierzehn Kindern von Pietro Paolo Albertario und Marianna Bianchi geboren. Er ließ sich zum Priester ausbilden und bekam an der römischen Universität Gregoriana seinen Hochschulabschluss. Die Auswirkungen des Scheiterns Papst Pius’ IX. im Risorgimento, das von den Liberalen unterstützt wurde, konnte er nicht verwinden und waren die Ursache für seine rigorose Haltung der Liberalen gegenüber.
Er wurde 1864 Mitherausgeber des katholisch-liberalen Blattes Osservatore cattolico, das der liberalen Presse in Italien entgegenwirken sollte. Mit seiner alleinigen Herausgeberschaft 1873 wurde das Blatt in seiner Haltung noch unnachgiebiger; Albertario bekam mit seiner polemischen Berichterstattung viele Feinde im Kreise der Liberalen und Unabhängigen. In dessen Folge kam es zu Gerichtsverhandlungen, die das Ansehen der katholischen Kirche beschädigten. Diese verbannte Albertario Mitte der 1880er Jahre nach Neapel.
Für die Kirche blieb er unbequem: Von Neapel aus intrigierte er weiter gegen die Liberalen und sympathisierte mit den Demokraten, die sich für Verbesserungen in sozialen Fragen einsetzten. Nach dem Bava-Beccaris-Massaker im Mai 1898 in Mailand wurde Albertario für ein Jahr gefangen gehalten.
Ein Schwerpunkt seiner Streitschriften befasst sich mit antijüdischer Polemik, die in den 1880er und 90er Jahren im katholischen Italien besonders hervortrat. Das von ihm herausgegebene Presseorgan unterstützte in dieser Zeit auch antisemitische politische Gruppierungen in Deutschland und Österreich. Das jüdische Feindbild war für Alberto vor allem als Ablehnung des liberalen Kapitalismus und in anderen modernen Exzessen wie der Förderung des Liberalismus zu verstehen.